# Святовасилівка
Святовасилівка (до 1932 — Рясне, у 1932—2016 — Єлізарове) — селище в Україні, центр Святовасилівської сільської територіальної громади Дніпровського району Дніпропетровської області.
Дворів — 320. Населення — 900 осіб (2024 рік).

## Географічне положення
Селище Святовасилівка знаходиться між річками Грушівка та Комишувата Сура (6-7 км) за 30 км на північний захід від колишнього районного центру Солоного. Село межує з селами Рясне, Чорнопарівка, Шульгівка та Малинівка. Розташоване поблизу залізниці. Має залізничну станцію Рясна, яка розташована між станціями Привільне (селище Надіївка) та Незабудине.
Село ділиться навпіл залізничною колією.

## Історія
Село засноване в 1928 році під назвою Рясне.
У 1932 році перейменоване на Єлізарове на честь радянського і партійного діяча Марка Тимофійовича Єлізарова, який був у перші пореволюційні роки народним комісаром шляхів сполучення, у 2016 — Святовасилівка.
Населення в 1989 р. становило 980 осіб, у 2001 р. — 966.

## Населення

### Мова
Розподіл населення за рідною мовою за даними перепису 2001 року:
| Мова            | Кількість | Відсоток |
| --------------- | --------- | -------- |
| українська      | 904       | 93.58%   |
| російська       | 52        | 5.38%    |
| білоруська      | 5         | 0.52%    |
| румунська       | 3         | 0.31%    |
| інші/не вказали | 2         | 0.21%    |
| Усього          | 966       | 100%     |

## Підприємства і заклади
Має заготзерно, макаронну фабрику, вугільний склад та паливну станцію, з якої беруть паливо прилеглі села.
У селі є школа та дитсадок, який свого часу був побудований за сприяння Павла Лазаренка.
За часів радянської влади в селі не було церкви, згодом церкву відкрито в приміщенні, що раніше належало пошті.
На території Святовасилівки знаходяться асфальтобетонний і калібрувальний заводи, відділення «Сільгосптехніки», макаронна фабрика.
У восьмирічній школі 28 вчителів навчають 378 учнів. Є клуб з залом на 180 місць, бібліотека, в книжковому фонді якої налічується 12,4 тис. томів.
Є медична амбулаторія, де працюють три лікарі та п'ять спеціалістів з середньою медичною освітою, аптека, дитячий садок, сім магазинів, їдальня, комбінат побутового обслуговування, телеательє, поштове відділення, ощадна каса.

## Відомі особистості
У селі жив і похований Інок Іоанн, в миру Василій Швидун.

## Пам'ятники
У центрі села встановлено пам'ятник на братській могилі, де поховані 211 радянських воїнів, полеглих під час визволення Святовасилівки від гітлерівських окупантів. Серед них — лейтенант Ж.А.Молдогалієв, якому посмертно присвоєно звання Героя Радянського Союзу.